# Armando Cortesão
Armando Frederico Zuzarte Cortesão est un ingénieur agronome portugais, administrateur colonial, cartographe et historien de la cartographie portugaise né à São João do Campo, Coimbra, le 30 janvier 1891, et mort à Lisbonne le 29 novembre 1977.

## Biographie
Il a représenté le Portugal dans les Jeux olympiques de 1912, dans les épreuves d'athlétisme des 400 et 800 mètres.
Il est diplômé en agronomie de l'Escola Superior de Agronomia, à Lisbonne, en 1913. Il a ensuite vécu aux États-Unis, étudiant les Antilles, après avoir publié en 1915 un rapport sur le résultat de ses recherches. De 1916 à 1920, il a dirigé le Département de l'agriculture de Sao Tomé-et-Principe, ayant collaboré une partie de son temps à la mission géodésique effectuée à São Tomé par l'amiral Gago Coutinho. Il a ensuite été chef du Département de l'agriculture du ministère des Colonies jusqu'en 1925 et responsable de l'Agence générale des colonies de cette époque jusqu'en 1932. Étant alors devenu incompatible avec le gouvernement de Salazar, il a passé les vingt années suivantes en exil, principalement en Angleterre et en France.
Son premier article d'historien a été publiée en 1926. Il s'est engagé dans l'historiographie depuis le milieu des années 1930 alors qu'il est déjà exilé, visitant les bibliothèques des pays où il vivait alors, à la recherche de cartes portugaises des XVe et XVIe siècles.
Après la Seconde Guerre mondiale, il se rend à Paris pour travailler à l'UNESCO, où il a activement promu l'histoire des sciences et des technologies ainsi que leur compréhension en tant que partie intégrante du phénomène culturel. En 1947, il a été délégué de l'Unesco au Ve Congrès international sur l'histoire des sciences, qui s'est tenu à Lausanne, en Suisse. Il revient au Portugal en 1952 et devient professeur d'études de cartographie ancienne à Coimbra. En 1960 - 1962, avec le commandant Teixeira da Mota, il a publié la Portugaliæ Monumenta Cartographica, en six volumes.
Il a été reçu docteur Honoris Causa de l'Université de Coimbra, en 1961.
Il est décédé alors qu'il écrivait le troisième volume de l'Histoire de la cartographie portugaise.

## Distinctions
- Grand-officier de l'Ordem Militar de Cristo, le 19 Avril, 1930 ;
- Grand-croix de l'ordre de l'Infant Dom Henri, le 19 juillet 1961 ;
- Grand-croix de l'ordre de Sant'Iago de l'Épée, le 3 juillet 1987 à titre posthume.

## Publications
- « Soins a donner au Cacaoyer dans l'Ouest africain », dans Journal d'agriculture traditionnelle et de botanique appliquée, 1924, 4e année, Modèle:N °, p. 98-101 (lire en ligne)
- Cartografia e cartógrafos portugueses dos séculos XV e XVI, Seara Nova, 1935
- The Suma Oriental of Tomé Pires: an account of the east, from the Red Sea to Japan, written in Malacca and India in 1512–1515/The Book of Francisco Rodrigues  rutter of a voyage in the Red Sea, nautical rules, almanack and maps, written and drawn in the east before 1515, The Hakluyt Society, 1944
- The Nautical Chart of 1424 and the Early Discovery and Cartographical Representation of America. A Study on the History of Early Navigation and Cartography, University of Coimbra, Coimbra, 1954
- Portugaliæ Monumenta Cartographica (em co-autoria com o Comandante Teixeira da Mota), Comissão para as Comemorações do V Centenário da Morte do infante D. Henrique, 1960–1962
- Préface du livre de Luis Mendonça de Albuquerque, O livro de marinharia de Manuel Alvares, Agrupamento de Estudos de Cartografia Antiga, Secção de Coimbra no 5, 1969, compte rendu par Frédéric Mauro, dans Caravelle. Cahiers du monde hispanique et luso-brésilien, 1971, no 16, p. 243*O mistério de Vasco da Gama, Junta de Investigações do Ultramar, 1973.
- História da cartografia portuguesa (avec Luis de Albuquerque), Junta de Investigações do Ultramar, 1969–1970
- Esparsos (3 vols.), Universidade de Coimbra, 1974–1975.

## Source
- (pt) Cet article est partiellement ou en totalité issu de l’article de Wikipédia en portugais intitulé « Armando Cortesão » (voir la liste des auteurs).